# وادي الوريعة

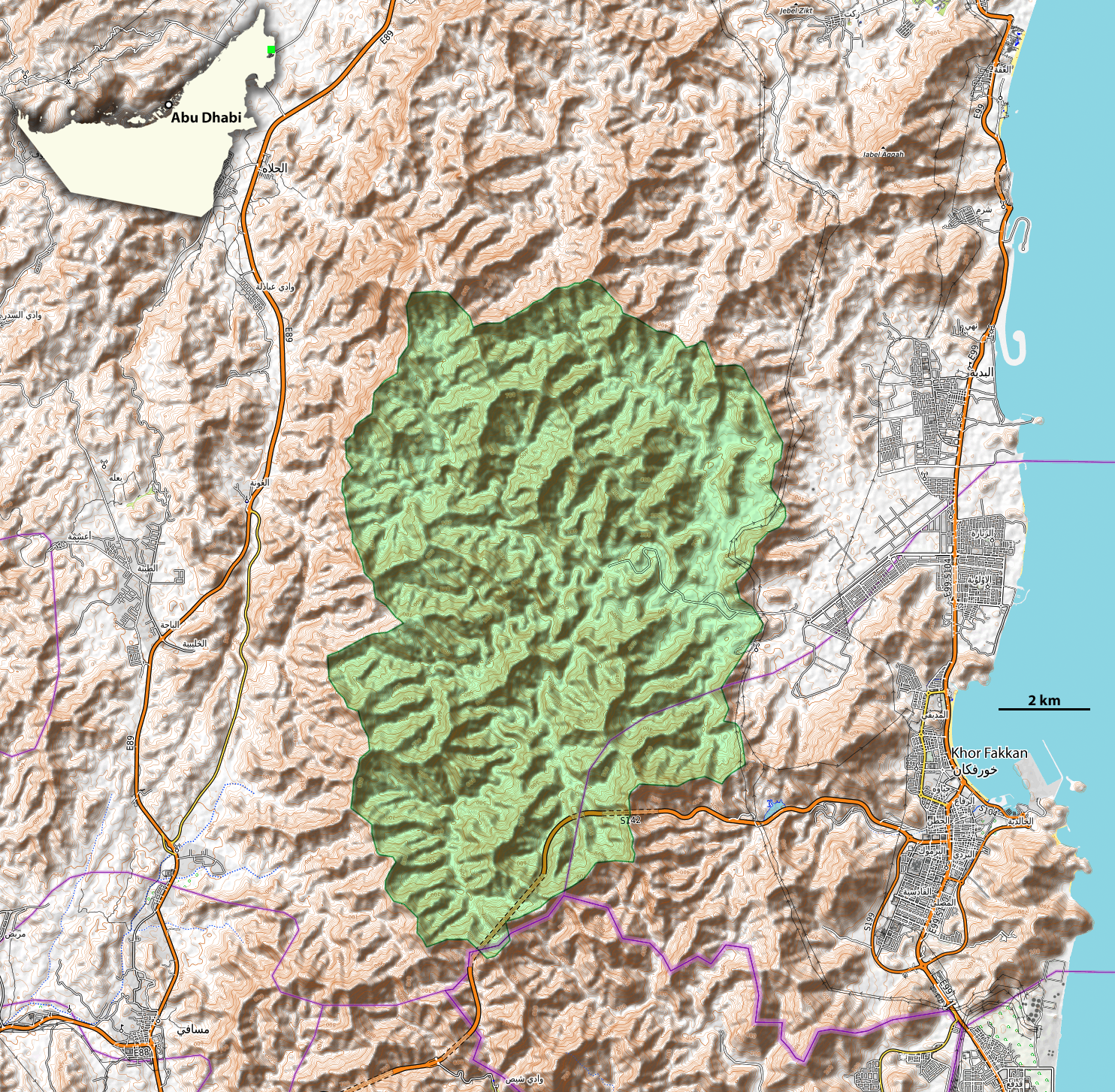
خريطة المنطقة المحمية

وادي الوريعة هو وادي يمتد على مساحة 12,700 هكتار (31,000 أكر). يقع ضمن سلسلة جبال حجر في إمارة الفجيرة، على مقربة من مسافي وخورفكان والبدية في الإمارات العربية المتحدة. تم إدراج وادي الوريعة ضمن اتفاقية رامسار وهي معاهدة بيئية دولية خاصة بالحفاظ على المناطق الرطبة. تعود تسميته إلى نبات الورع الموجود فيه، وهي التسمية المحلية لنبات قصب الماء الذي يتواجد بكثرة في المناطق الذي تتوافر فيها المياه بجوار الينابيع في الوادي.تتبع محمية وادي وريعة إدارياً إلى ثلاث جهات مختلفة، وهي قطاع السياحة البيئية والقطاع المركزي وقطاع الحماية وتعود بعض الأماكن الأثرية الكائنة في وادي الوريعة في الفجيرة إلى القرن الثالث قبل الميلاد.

## منطقة محمية
في 16 مارس 2009 ، أصبح وادي الوريعة أول منطقة جبلية محمية في دولة الإمارات العربية المتحدة ، بعد حملة استمرت ثلاث سنوات من قبل جمعية الإمارات للحياة البرية بالاشتراك مع الصندوق العالمي للطبيعة ،  بدعم من بنك إتش إس بي سي الشرق الأوسط . بالإضافة إلى الحفاظ على النظام البيئي الحساس للمنطقة ، أقامت EWS-WWF أيضًا مصائد كاميرا لتصوير الحياة البرية ، ورتبت رحلات ميدانية للطلاب للمساعدة في زيادة الوعي بالمنطقة.وتديرمحمية وادي الوريعة الوطنية هيئة البيئة في الفجيرة، وهي أول وأكبر محمية جبلية حيث تم تأسيسها عام بموجب القانون رقم 2 لعام 2009 والصادر عن الشيخ حمد بن محمد الشرقي عضو المجلس الأعلى حاكم الفجيرة . كما تم تسجيل المحمية تحت مظلة اليونسكو لمحميات الإنسان والمحيط الحيوي عام 2018 نظرا لأهميتها
ويجدر بالذكر أن التركيب الجيولوجي للمنطقة والخصائص الهيدروجيولوجية للصخور منحتها القدرة على الاحتفاظ بالمياه الجوفية التي تغذي الكثير من الينابيع والجداول الدائمة على مدار السنة

### النباتات والحيوانات

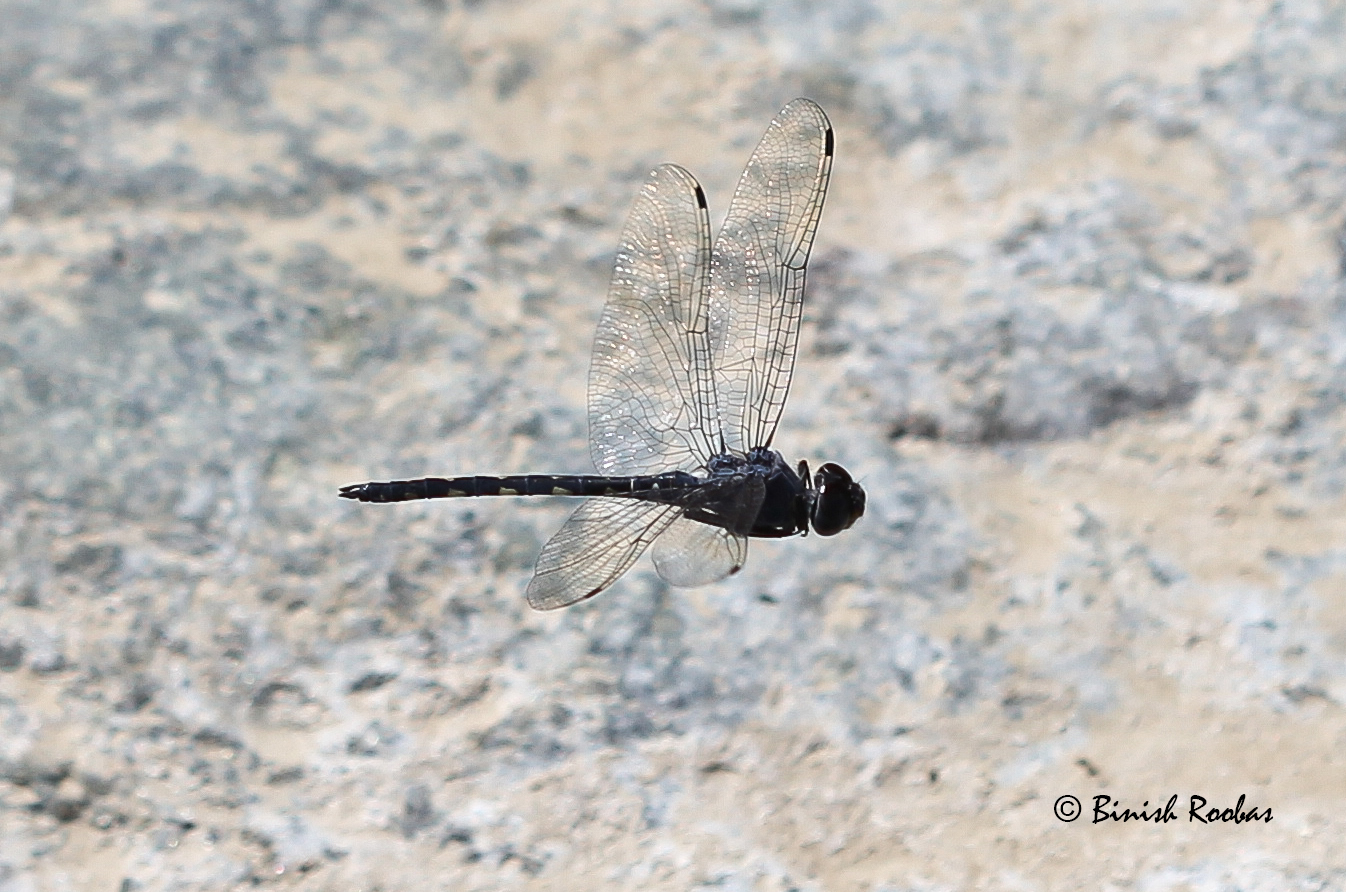
Zygonyx torridus تم تصويره في الوادي

وادي الوريعة هو موطن لأكثر من 100 نوع من الثدييات والطيور والزواحف والبرمائيات ، بالإضافة إلى أكثر من 300 نوع من النباتات . يشتهر بشلاله الخلاب وسط جبال الحجر. يعد واحداً من الأماكن القليلة المتبقية في العالم حيث لا يزال الطهر العربي المهدد بالانقراض يتجول بحرية. يعتقد الناشطون في البيئة أن وادي الوريعة من بين آخر الأماكن في الإمارات العربية المتحدة حيث لا يزال النمر العربي ، الذي لم يشاهد في الإمارات منذ عام 1995 ، على قيد الحياة. تم العثور على بصمة نمر هناك. الشيء نفسه ينطبق على عناق الأرض . يعد الوادي أيضًا موطنًا للصد العماني ، وهو نوع من أسماك المياه العذبة التي تعيش فقط في جبال الحجر . من بين 208 نوعًا من النباتات ، هناك نوع من الأوركيد البري الفريد من نوعه في المنطقة ، أفيبقطس . في عام 2018 ، شوهد شيهم هندي متوج في المحمية.كما تضم 74 من اللّافقاريات الأرضية تنتمي إلى 12 رتبة مختلفة، من بينها 65 نوعاً جديداً من الحشرات في وادي الوريعة، و24 نوعاً من اليعاسيب 

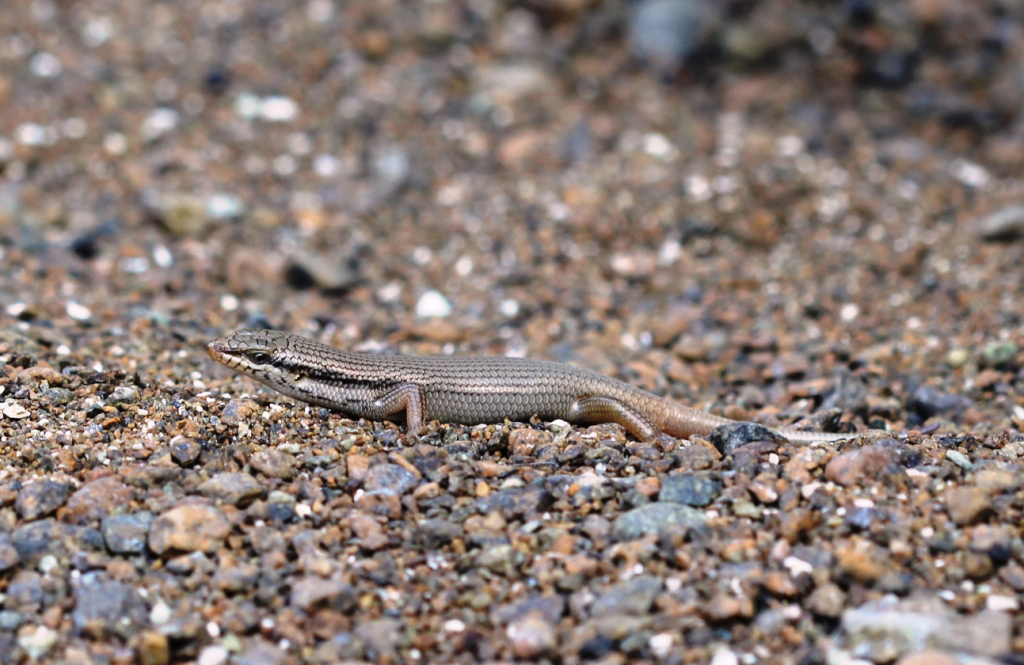
Tessellatedskink تم تصويره في الوادي

وتضم المحمية أنواعاً مختلفة من البرمائيات مثل ضفدع ظفار إلى جانب وجود أنواع نادرة من الزواحف وهي السحلية ذات الذيل الأزرق والضفدع العربي، إلى جانب الأسماك المحلية «كارا براميا»، بالإضافة للتنوع النباتي فقد تم تسجيل 6 أنواع من النباتات غير الشائعة في الإمارات منها زهرة الأوركيد، ومورينجا، وايهيللا، وبرافك يريجريني، وتيبها دومينجينسيسو.وتم تسجيل 75 نوعاً مختلفاً من الطيور من بينها طيور مهددة بالانقراض مثل النسر المصري، ونسر بونيلس والصقر البربري، إلى جانب نوع نادر من هذه الطيور وهو البومة العُمانية، وتعد المشاهدة الأولى لطائر البومة العُمانية في الدولة
وقد رصدت كاميرات المراقبة الحساسة ثعلب بلانفورد المراوغ وهو واحد من أحدث الكائنات الحية التي تم رصدها بالكاميرا ضمن مبادرة "راقب الطبيعة"

## معرض الصور

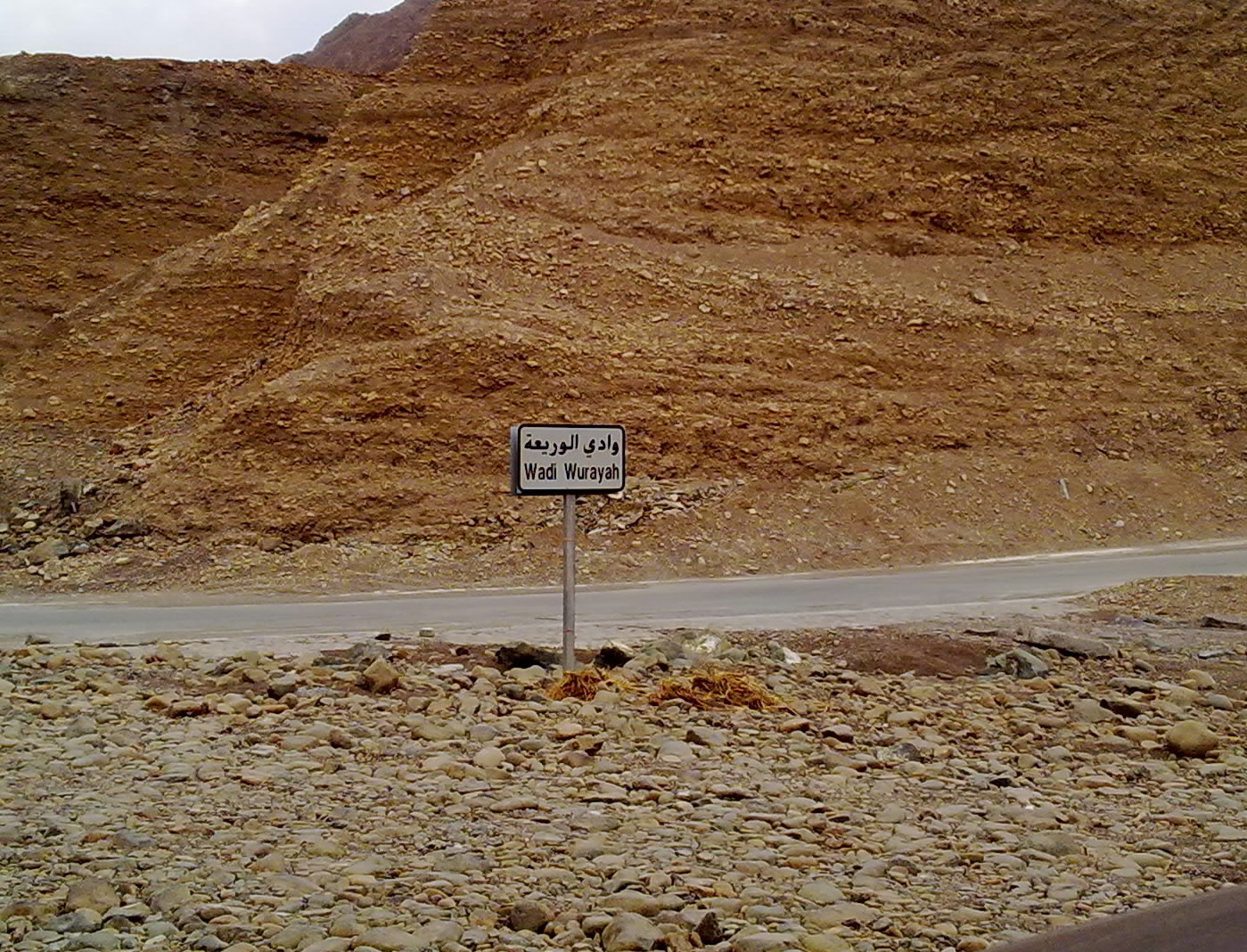
علامة وادي الوريعة
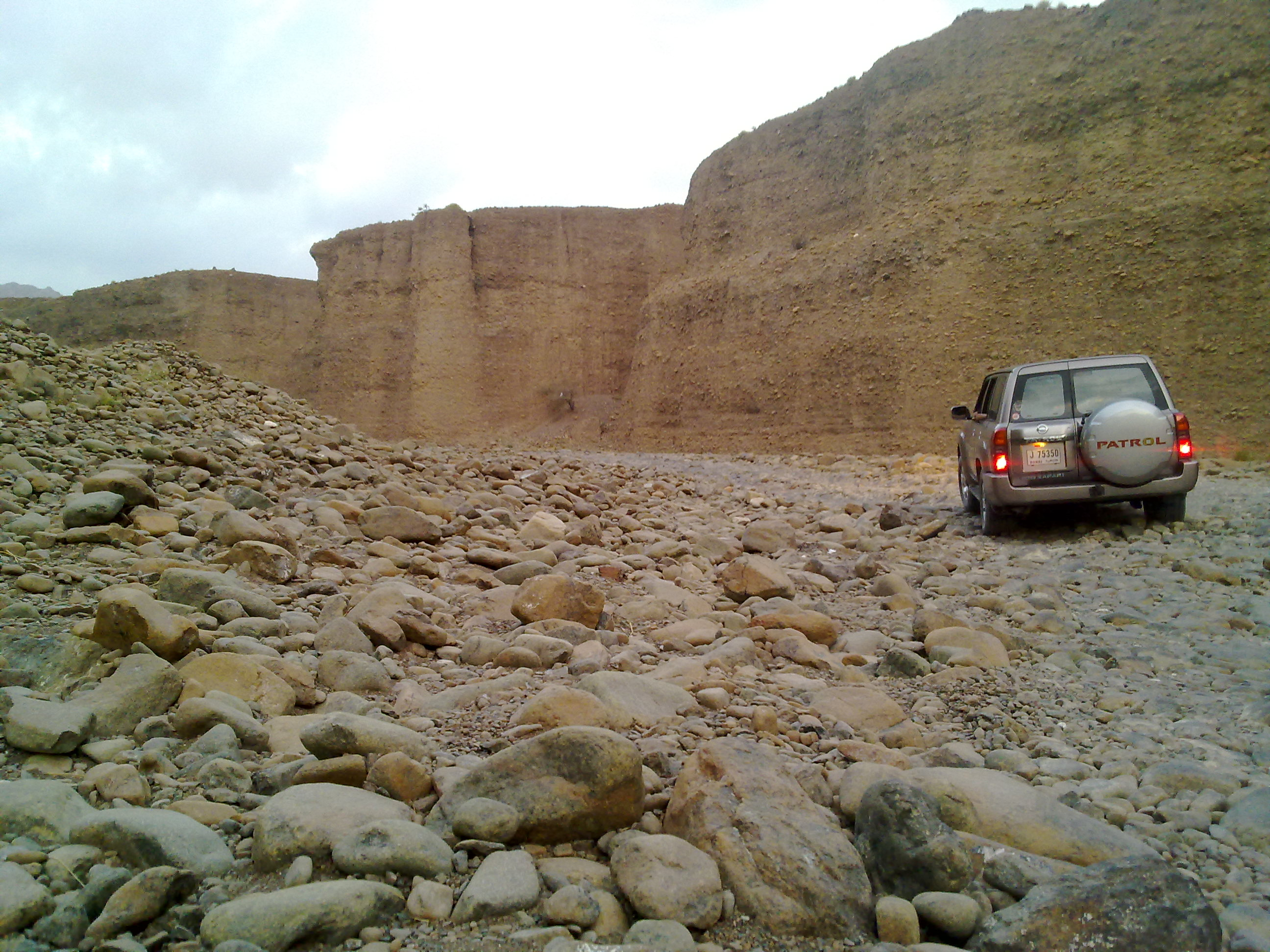
عبور الوادي
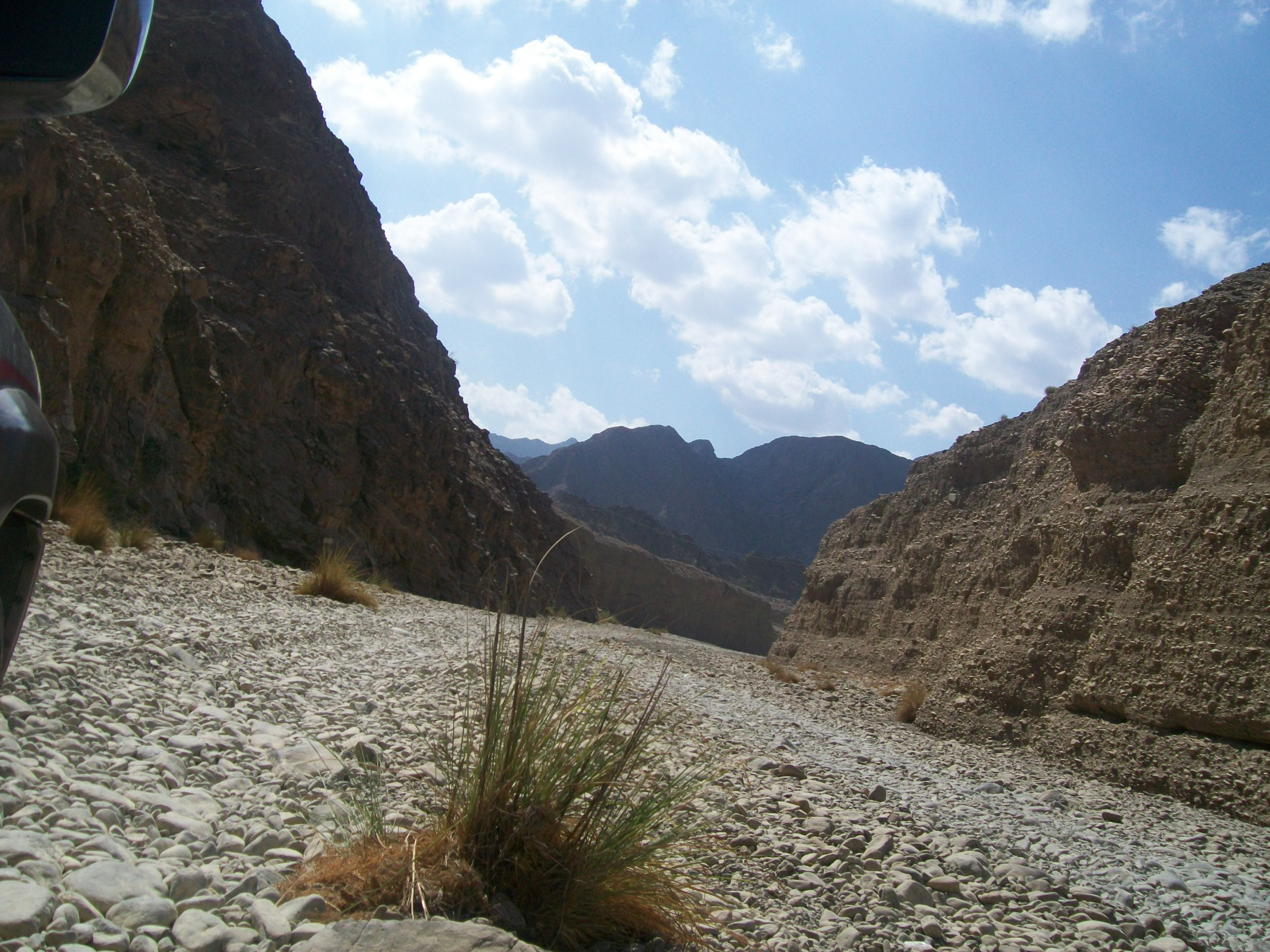
صورة مقربة لتضاريس الوادي
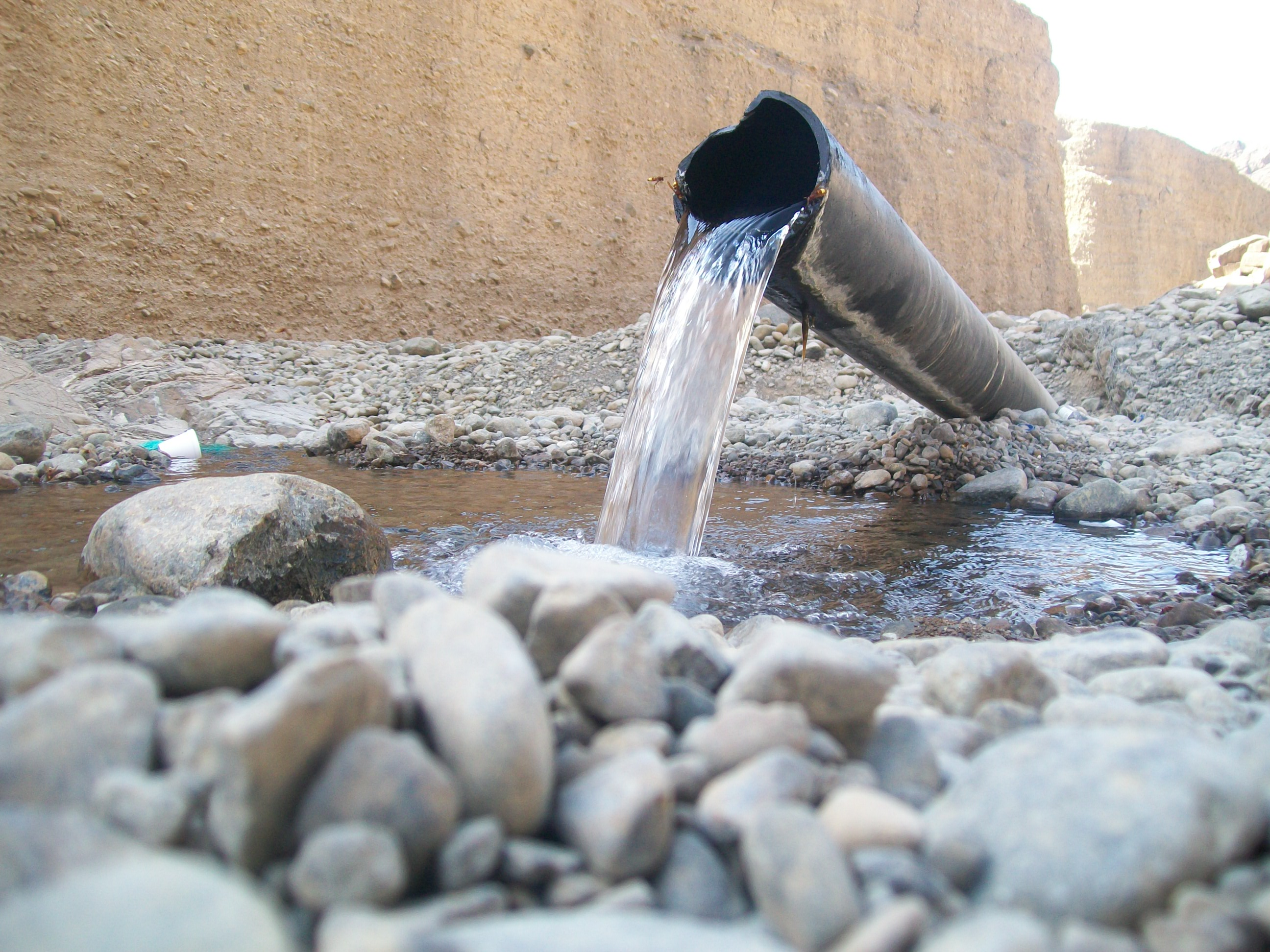
ينابيع الماء في وادي الوريعة

## روابط خارجية
- التنزه: أعلى النقاط في الإمارات